# Estatismo en el Japón Shōwa
El estatismo en el Japón Shōwa (国家主義 Kokka Shugi?) fue un sincretismo político de ideologías japonesas desarrollado por un período de tiempo desde la llamada Restauración Meiji. También es a veces referido como nacionalismo Shōwa o fascismo japonés. El término Shōwa hace referencia al período de reinado del Emperador Hirohito, (1927 - 1988), aunque el período del estatismo termina con el fin de la Segunda Guerra Mundial en 1945.

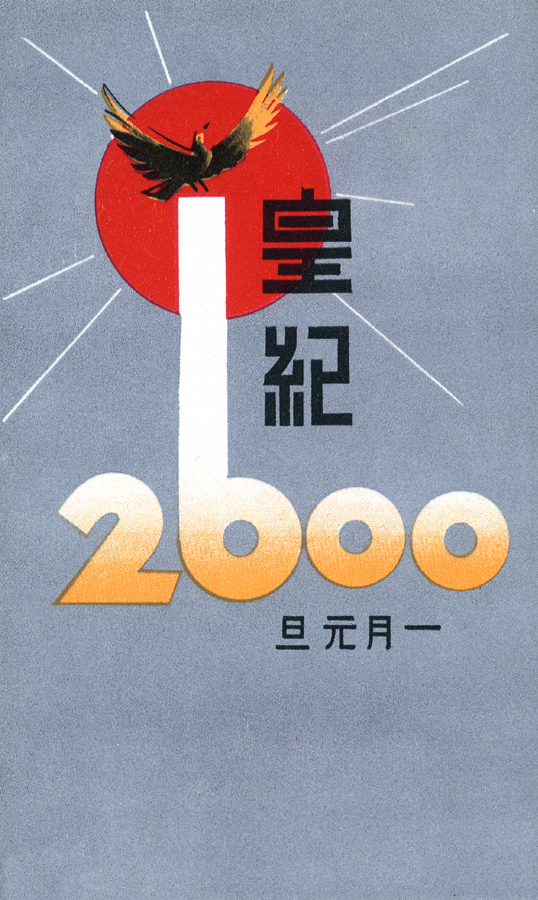
Postal de Año Nuevo de 1940 celebrando el 2600 aniversario de la fundación mítica del Imperio por el Emperador Jimmu.

Este movimiento estatista dominó la política japonesa durante la primera parte del período Shōwa (reinado de Hirohito). Fue una mezcla de ideas como el nacionalismo japonés, el imperialismo, el militarismo y el capitalismo de estado, que fue propuesta por un número de filósofos y pensadores políticos contemporáneos en Japón.

## Orígenes
Con una política exterior más agresiva, y la victoria sobre China en la primera guerra sino-japonesa y sobre la Rusia imperial en la guerra ruso-japonesa, Japón se sumó a las potencias imperialistas. La necesidad de unas fuerzas armadas fuertes para asegurar el nuevo imperio de ultramar de Japón fue fortalecida por la sensación de que solo a través de unas fuerzas armadas fuertes podría Japón ganarse el respeto de las naciones occidentales, y por lo tanto la revisión de los Tratados desiguales impuestos en el siglo XIX.
Los militares japoneses se veían a sí mismos como “políticamente limpios” en términos de corrupción, y criticaban a los partidos políticos bajo la democracia liberal porque solo buscaban su propio  beneficio y eran una amenaza a la seguridad nacional por su fracaso en proveer un adecuado gasto militar o en enfrentar los acuciantes problemas sociales y económicos. La complicidad de los políticos con los zaibatsu (monopolios corporativos) también fue criticada. Los militares tendían a favorecer el dirigismo y otras formas de control directo del Estado en la industria por sobre el capitalismo de libre mercado, así como también un mayor bienestar social auspiciado por el Estado para reducir el atractivo del socialismo y el comunismo en Japón.
La relación especial de los militaristas y el gobierno civil central con la Familia Imperial apoyaba la importante posición del Emperador como jefe de Estado con poderes políticos, y la relación con los movimientos nacionalistas de derecha. Sin embargo, el pensamiento político japonés tuvo relativamente poco contacto con el pensamiento político europeo hasta el siglo XX.
Con esta ascendencia de los militares, el país desarrolló un sistema económico muy jerárquico y aristocrático, con una significativa intervención del Estado. Durante la Restauración Meiji, había habido un aumento en la creación de monopolios. Esto era en parte debido a la intervención del Estado, ya que los monopolios servían para permitirle a Japón convertirse en una potencia económica mundial. El Estado mismo era dueño de algunos de los monopolios, y otros eran propiedad de los zaibatsu. Los monopolios manejaban el núcleo central de la economía, y otros aspectos eran controlados por el ministerio del gobierno apropiado a la actividad, incluyendo el Banco Central Nacional y la familia Imperial.
Durante el mismo período, ciertos pensadores con ideales similares a los de tiempos del shogunato desarrollaron las primeras bases del expansionismo japonés y el panasianismo. Posteriormente dichos pensamientos fueron desarrollados por escritores como Saneshige Komaki en las doctrinas Hakkō ichiu, Esfera de Coprosperidad de la Gran Asia Oriental y Amau.

## Desarrollos en la era Shōwa

### Política internacional
El tratado de Versalles de 1919 no reconocía las reclamaciones territoriales del Imperio de Japón, y los tratados navales internacionales entre las potencias occidentales y el Imperio de Japón como el Tratado naval de Washington y el Tratado Naval de Londres imponían limitaciones a la construcción naval, lo cual limitaba el tamaño de la Armada Imperial Japonesa a una proporción de 10:10:6. Estas medidas fueron consideradas por muchos en Japón como una negativa de las potencias occidentales a considerar a Japón como un igual. La última de estas provocó el Incidente del 15 de mayo.
Sobre la base de la seguridad nacional, estos eventos suscitaron una subida del nacionalismo japonés y resultaron en el fin de la diplomacia colaborativa que apoyaba la expansión económica pacífica. La implementación de una dictadura militar y el expansionismo territorial eran considerados la mejor manera de proteger la esencia nacional japonesa (Yamato-damashii).

### Discurso civil sobre el estatismo
A principios de los años 30, el Ministerio de Asuntos Interiores comenzó a arrestar a disidentes políticos de izquierda, generalmente con el propósito de obtener una confesión y una renuncia a las inclinaciones antiestado. Más de 30 000 arrestos fueron realizados entre 1930 y 1933. En respuesta, un gran grupo de escritores fundó la rama japonesa del Frente Popular Internacional Contra el Fascismo, y publicaron artículos en las más importantes revistas literarias advirtiendo de los peligros del estatismo. Su periódico, La biblioteca del pueblo (人民文庫), alcanzó una circulación de más de cinco mil ejemplares y era ampliamente leído en círculos literarios, pero finalmente fue censurado y más tarde desmantelado en enero de 1938.

### Obras de Ikki Kita
Ikki Kita fue un teórico político de principios del siglo XX, que abogaba por un híbrido del socialismo de estado con el "nacionalismo asiático", fusionando así el temprano movimiento ultranacionalista con el militarismo japonés. Su filosofía política fue delineada en su tesis Política nacional y el socialismo puro (ja 国体論及び純正社会主義?) (国体論及び純正社会主義 Kokutai ron oyobi junsei shakai shugi) de 1906 y  (ja 日本改造法案大綱?) (日本改造法案大綱 Nihon Kaizō Hōan Taikō) de 1919. Kita proponía un golpe de Estado militar para reemplazar la estructura política existente en Japón con una dictadura militar. El nuevo liderazgo militar rescindiría la Constitución Meiji, prohibiría los partidos políticos, reemplazaría la Dieta de Japón por una asamblea libre de corrupción, y nacionalizaría las principales industrias. Kita también visualizaba estrictos límites a la propiedad privada, y una reforma agraria para mejorar la suerte de los campesinos arrendatarios. Así fortalecido internamente, Japón podría luego embarcarse en una cruzada para liberar a toda Asia de imperialismo occidental.
Aunque sus obras fueron prohibidas por el gobierno casi inmediatamente después de su publicación, su circulación era masiva, y sus tesis demostraron ser populares no solo entre la clase de los jóvenes oficiales entusiasmados con la perspectiva de un gobierno militar y el expansionismo japonés, sino también entre el movimiento populista por su apelación a las clases agrarias y a la izquierda del movimiento socialista.

### Obras de Shūmei Ōkawa

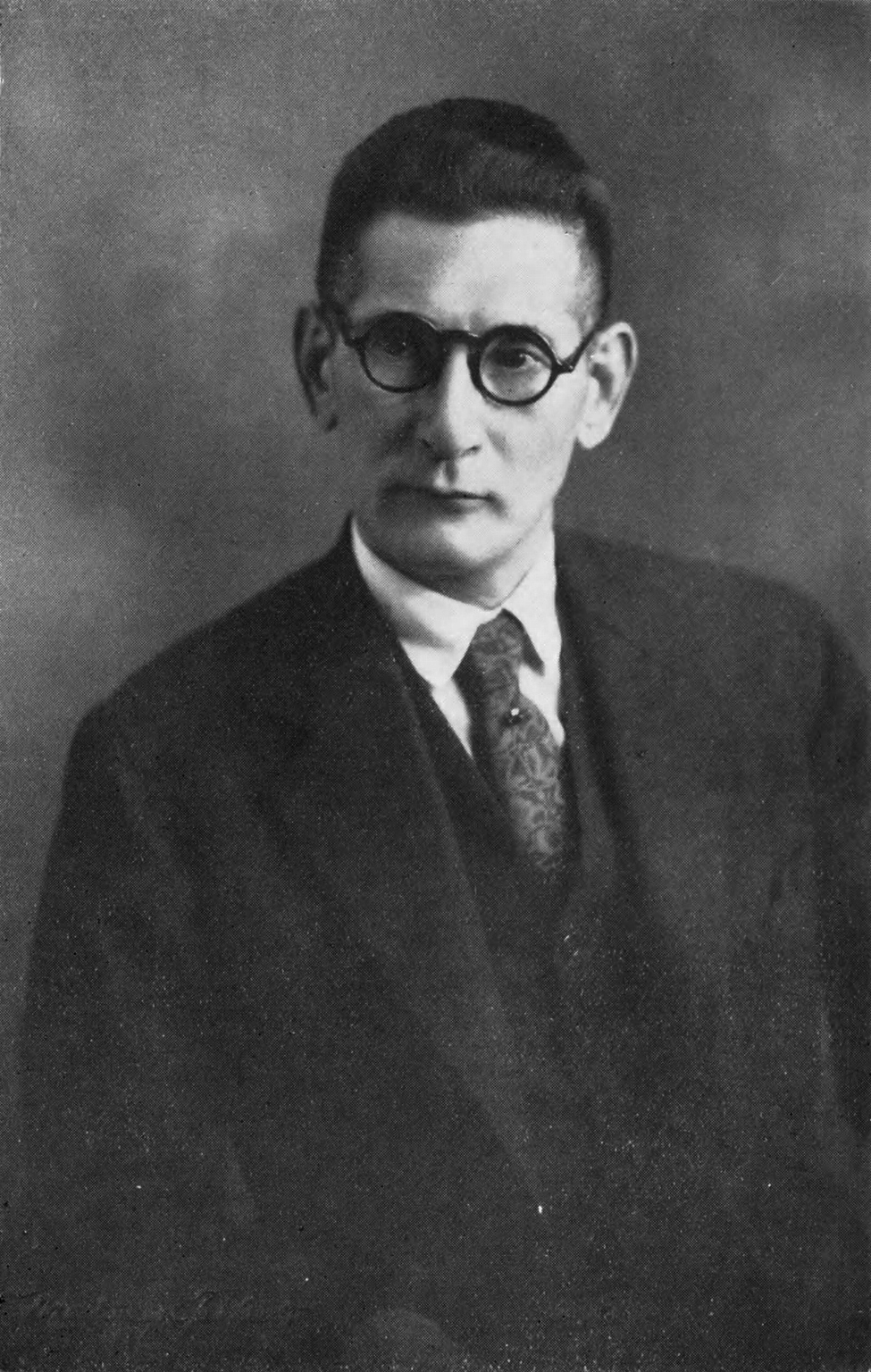
El escritor japonés panasianista Shūmei Ōkawa.

Shūmei Ōkawa fue un filósofo político de derecha, activo en numerosas sociedades nacionalistas japonesas en los años 20. En 1926, publicó Japón y la vía de los japoneses (日本及び日本人の道 Nihon oyobi Nihonjin no michi?), entre otras obras, que ayudaron a popularizar el concepto de la inevitabilidad de un choque de civilizaciones entre Japón y Occidente. Políticamente, sus teorías construían sobre la base de las obras de Ikki Kita, pero enfatizaban aún más la necesidad de Japón de retornar a sus tradiciones kokutai con el objeto de sobrevivir a las crecientes tensiones sociales creadas por la industrialización y las influencias culturales extranjeras.

### Obras de Sadao Araki

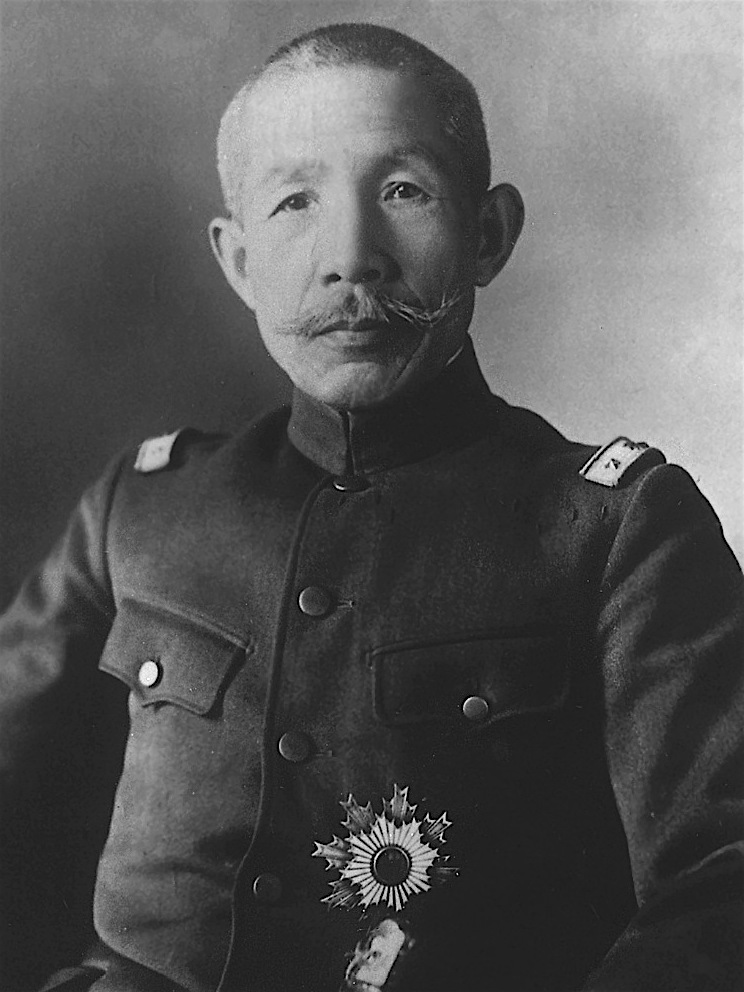
Sadao Araki, Ministro del Ejército y de Educación en el gabinete de Konoe.

Sadao Araki fue un notable filósofo político del Ejército Imperial Japonés durante los años ‘20, que tenía una amplia base de seguidores entre el joven cuerpo de oficiales. Aunque estuvo implicado en el incidente del 26 de febrero, continuaría desempeñándose en numerosos puestos influyentes del gobierno, y fue ministro de gabinete bajo el Primer Ministro Fumimaro Konoe.
El Ejército Japonés, ya entrenado de acuerdo a principios prusianos desde la temprana Era Meiji, frecuentemente mencionaba la afinidad entre el yamato-damashii y el "espíritu militar prusiano" al presionar por una alianza con Italia y Alemania junto con la necesidad de combatir el comunismo soviético.[cita requerida] Los escritos de Araki están imbuidos con nostalgia hacia el sistema administrativo militar del antiguo shogunato, en una manera similar a como el Partido Fascista de Italia miraba a los ideales antiguos del Imperio Romano o a como el Partido Nazi en Alemania recordaba una versión idealizada del Primer Reich y de la Orden Teutónica.
Araki modificó la interpretación del código guerrero bushido al seishin kyōiku ("entrenamiento espiritual"), el cual él introdujo entre los militares como Ministro de Ejército, y el público en general como Ministro de Educación, y en general trajo los conceptos del movimiento de Restauración Showa a la política japonesa corriente.
Algunos de los rasgos distintivos de su política también fueron usados fuera de Japón. Los estados títere de Manchukuo, Mengjiang, y el gobierno de Wang Jingwei fueron organizados más tarde parcialmente de acuerdo con las ideas de Araki. En el caso del Estado de Wang Jingwei, él mismo tenía ya algunas influencias alemanas ya que antes de la invasión japonesa de China se había encontrado con líderes alemanes y había recogido algunas ideas fascistas durante su tiempo en el Kuomintang. A estas las combinó con el pensamiento militarista japonés. Agentes japoneses también apoyaron a elementos nacionalistas locales en el Sudeste asiático y a rusos blancos residentes en Manchukuo antes de que la guerra estallara.

### Obras de Seigō Nakano

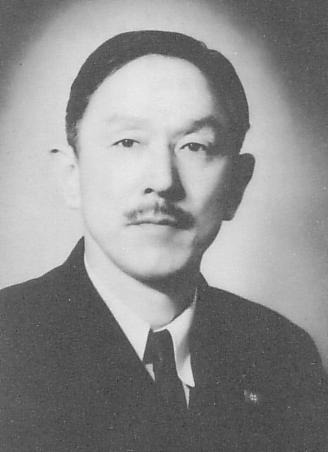
Seigō Nakano

Seigō Nakano buscaba producir un renacimiento de Japón a través de una mezcla de ética samurái, neoconfucianismo y nacionalismo populista modelado en base al fascismo europeo. Veía en Saigō Takamori la epítome del “verdadero espíritu” de la Meiji ishin, y en la tarea del Japón moderno recapturarlo.

### El movimiento de Restauración Shōva
Ikki Kita y Shūmei Ōkawa unieron fuerzas en 1919 para organizar la efímera Yuminsha (猶存社), un grupo de estudio político destinado a convertirse en una organización paraguas para los variados movimientos socialistas de derecha. Aunque el grupo pronto colapsó debido a diferencias ideológicas irreconciliables entre Kika y Ōkava, sirvió su propósito en que logró unir a las sociedades de derecha antisocialistas panasianistas con los seguidores centristas e izquierdistas del socialismo de Estado.
En las décadas de 1920 y 1930, estos seguidores del estatismo japonés usaron el eslogan ”Restauración Shōwa” (昭和維新 Shōwa isshin?), el cual implicaba que era necesaria una nueva resolución para reemplazar el orden político existente dominado por políticos corruptos y capitalistas con uno que (a sus ojos) cumpliera los objetivos originales de la Restauración Meiji de gobierno imperial directo a través de máscaras militares.
Sin embargo, el término “Restauración Shōwa” tuvo diferentes significados para diferentes grupos. Para los radicales de “Sakurakai”, significaba el violento derrocamiento del gobierno para crear un Estado nacional-sindicalista con una distribución más equitativa de la riqueza y la remoción de los políticos corruptos y los líderes de los zaibatsu. Para los jóvenes oficiales significaba el retorno a alguna forma de shogunato militar en la cual el Emperador reasumiría el poder político directo con atributos dictatoriales, junto con simbolismo divino, sin la intervención de la Dieta o de la democracia liberal, pero que a todos los efectos sería un mascarón de proa, con las decisiones del día a día en manos del liderazgo militar.

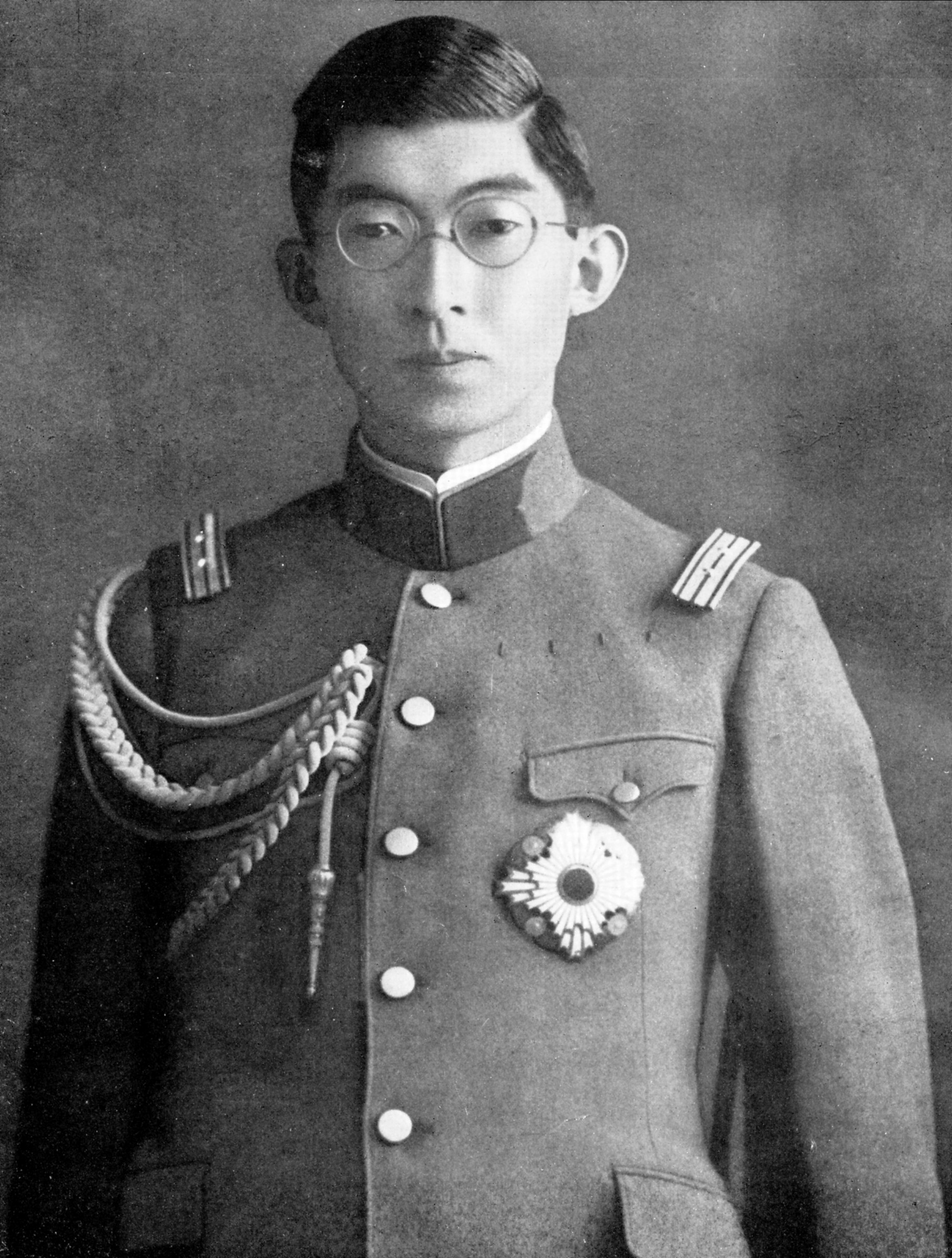
El Príncipe Chichibu en 1941

Otro punto de vista era el de Yasuhito, Príncipe Chichibu, uno de los hermanos del Emperador Shōwa, quien repetidamente lo aconsejaba para implementar el “gobierno imperial directo”, incluso si eso significaba suspender la Constitución.
En principio, algunos teóricos propusieron la “Restauración Shōwa”, el plan de darle al Emperador poderes dictatoriales directos (debido a sus atributos divinos) para liderar las futuras acciones de ultramar en el Asia continental. Este era el propósito detrás del Incidente del 26 de febrero y otros alzamientos similares en Japón. Más tarde, sin embargo, estos pensadores previamente mencionados decidieron organizar su propio bando político sobre previos movimientos radicales y militaristas en los años ’30; este fue el origen del partido Kodoha y de su deseo de tomar control directo de todo el poder político en el país y quitárselo a las voces políticas democráticas y moderadas.
Luego de la formación de este “bando” político, hubo una nueva corriente de pensamiento entre los militaristas, industrialistas y terratenientes que enfatizaba el deseo de retornar al antiguo sistema del shogunato pero en la forma de una moderna dictadura militar con nuevas estructuras. Este estaba organizado con la Marina Japonesa y el Ejército Japonés actuando como clanes bajo el comando de un supremo dictador militar nativo (el Shogun) controlando el país. En este gobierno, el Emperador estaba encubiertamente reducido en sus funciones y era usado como un mascarón de proa para usos políticos o religiosos bajo control de los militaristas.[cita requerida]
El fracaso de varios intentos de golpe, incluyendo el Complot de la Liga de la Hermandad de la Sangre, el incidente de marzo, el incidente de los colores imperiales y el incidente del 26 de febrero, desacreditaron a los simpatizantes del movimiento de Restauración Shōwa, pero los conceptos del estatismo japonés migraron hacia la política japonesa estándar, donde se les unieron algunos elementos del fascismo europeo.

### Comparaciones con el fascismo europeo
Al estatismo de la era Shōwa temprana se le da a veces la etiqueta retrospectiva de “fascismo”, pero esta no fue una autodenominación y no está claro que la comparación sea exacta.[cita requerida] Cuando se usaron herramientas autoritarias del Estado como por ejemplo el Kempeitai en la era Shōwa temprana, estas fueron empleadas para proteger el imperio de la ley bajo la Constitución Meiji de supuestas amenazas tanto desde la izquierda como desde la derecha.
Algunos ideólogos como Kingoro Hashimoto proponían una dictadura de partido único basada en un populismo igualitario que seguía los lineamientos de los movimientos fascistas europeos. Investigación de la política global con la raza yamato como núcleo muestra la influencia claramente.
Estas ideas geopolíticas se convirtieron en la Doctrina Amau (天羽声明, una Doctrina Monroe asiática), que decía que Japón debía asumir total responsabilidad por la paz en Asia, y puede ser vista más tarde cuando el primer ministro Kōki Hirota proclamó que la expansión japonesa en el norte de China estaba justificada ya que la creación de una “zona especial anticomunista, projaponesa y promanchukuo” era una parte fundamental de la existencia nacional japonesa.
Aunque la derecha reformista, “kakushin uyoku”, estaba interesada en el concepto, la derecha idealista, o “kannen uyoku”, rechazaba el fascismo igual que rechazaba todas las cosas de origen occidental. [cita requerida]
Debido a la desconfianza de los sindicatos, los estatistas prosiguieron a reemplazarlos con “concejos” en cada fábrica, conteniendo tanto representantes de la dirección como de los trabajadores para contener el conflicto. Como los consejos nazis que estaban emulando, esto era parte de una estrategia para crear una unidad nacional sin clases.

### Kokuhonsha
La Kokuhonsha fue fundada en 1924 por el Ministro de Justicia y Presidente de la Cámara de los Pares conservador Hiranuma Kiichirō. llamaba a los patriotas japoneses a rechazar todos los “-ismos” políticos extranjeros (como por ejemplo socialismo, comunismo, marxismo, anarquismo, etc.) en favor de un más bien vagamente definido “espíritu nacional japonés” (“kokutai”). El nombre “kokuhon” fue elegido como la antítesis de la palabra “minpon”, de “minpon shugi”, la traducción comúnmente utilizada de la palabra “democracia”, y dicha sociedad era abiertamente simpatizante de la ideología totalitaria.

### Derecho divino y el camino del guerrero
Un concepto particularmente explotado fue un decreto atribuido al mítico primer emperador de Japón, el Emperador Jimmu, en el año 660 A.P.: la política del “hakkō ichiu” (八紘一宇, “los ocho rincones del mundo bajo un solo techo”).
Esto está también relacionado con el concepto de kokutai o entidad nacional, significando la particularidad del pueblo japonés de tener un líder con orígenes espirituales. El panfleto Kokutai no Hongi enseñaba que los estudiantes debían poner a la nación antes que al yo, y que ellos eran una parte del Estado y no estaban separados del mismo. Shinmin no Michi ordenaba a todos los japoneses a seguir los preceptos centrales de lealtad y piedad filial, que dejarían a un lado el egoísmo y les permitiría completar su “tarea sagrada”.
Las bases de las formas modernas de kokutai y hakkō ichiu se desarrollarían después de 1868 y tomarían la siguiente forma:
1. Japón es el centro del mundo, con su gobernante, el Tennō (Emperador) siendo un ser divino, que deriva su divinidad de su ancestral descendencia de la gran Amaterasu-Ōmikami, la Diosa del Sol misma.
2. Los Kami (dioses y diosas de Japón) tienen a Japón bajo su especial protección. Por lo tanto, el pueblo y el suelo de Dai Nippon y todas sus instituciones son superiores a todas las demás.
3. Todos estos atributos son fundamentales a la Kodoshugisha (Camino Imperial) y le dan a Japón la misión divina de poner a todas las naciones bajo un solo techo, de manera que toda la humanidad pueda compartir la ventaja de ser gobernada por el Tenno.

El concepto de los emperadores divinos era otra creencia que iba a encajar con los objetivos posteriores. Era una parte integral de la estructura religiosa japonesa que el Tennō era divino, descendiendo directamente de la línea de Ama-Terasu (o Amaterasu, la Kami o Diosa del Sol).
La idea final que fue modificada en tiempos modernos fue el concepto de Bushido. Bushido era el código y leyes del guerrero en el Japón feudal, que si bien tenía diferencias culturales superficiales, era en su núcleo muy poco diferente del código de caballería u otros sistemas similares en otras culturas. En años posteriores, el código Bushido encontró un resurgir en creencia luego de la Restauración Meiji. El principio, esto le permitió a Japón tener lo que eran consideradas como una de las fuerzas armadas más profesionales y humanas del mundo, respetadas tanto por amigos como por enemigos. Finalmente, sin embargo, esta creencia se convertiría en una combinación de propaganda y fanatismo que llevaría a la segunda guerra sino-japonesa en los años ’30 y a la Segunda Guerra Mundial.
Fue el tercer concepto, en particular, que trazarían el curso de Japón hacia varias guerras culminando en la Segunda Guerra Mundial.

### El movimiento del nuevo orden

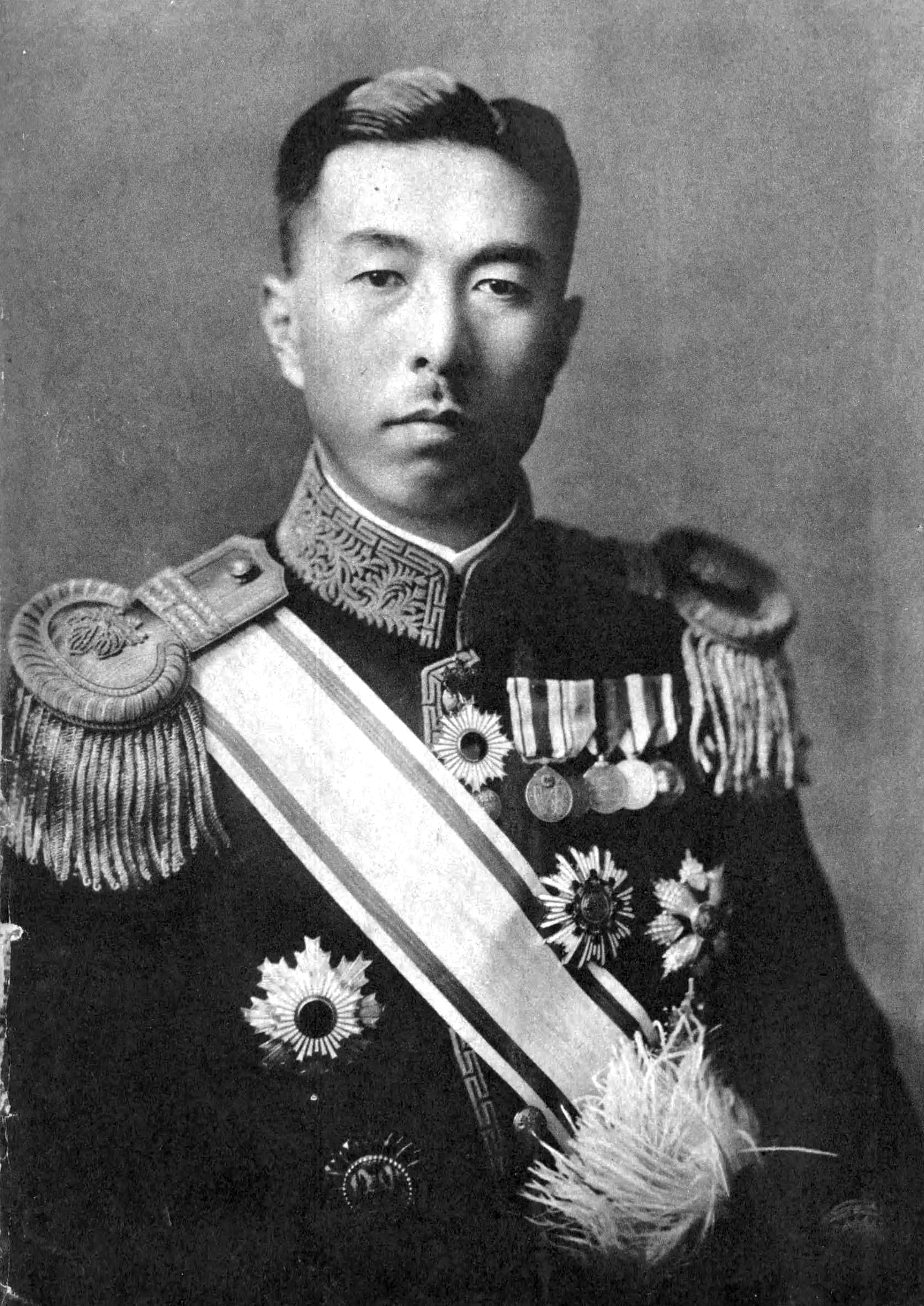
Príncipe Fumimaro Konoe

Símbolo de la Asociación de apoyo al régimen imperial.

Durante 1940, el primer ministro Fumimaro Konoe proclamó el Shintaisei (Nueva estructura nacional), haciendo de Japón un “Estado de defensa nacional”. Bajo la Ley de Movilización General del Estado, se le dio al gobierno poder absoluto sobre los recursos de la nación. A todos los partidos políticos se les ordenó disolverse en la Asociación de apoyo al régimen imperial, formando un Estado unipartidista basado en valores totalitarios. Medidas como la Ordenanza de Reclutamiento del Servicio Nacional y el Movimiento de Movilización Espiritual Nacional estaban destinadas a movilizar a la sociedad japonesa para la guerra total contra Occidente.

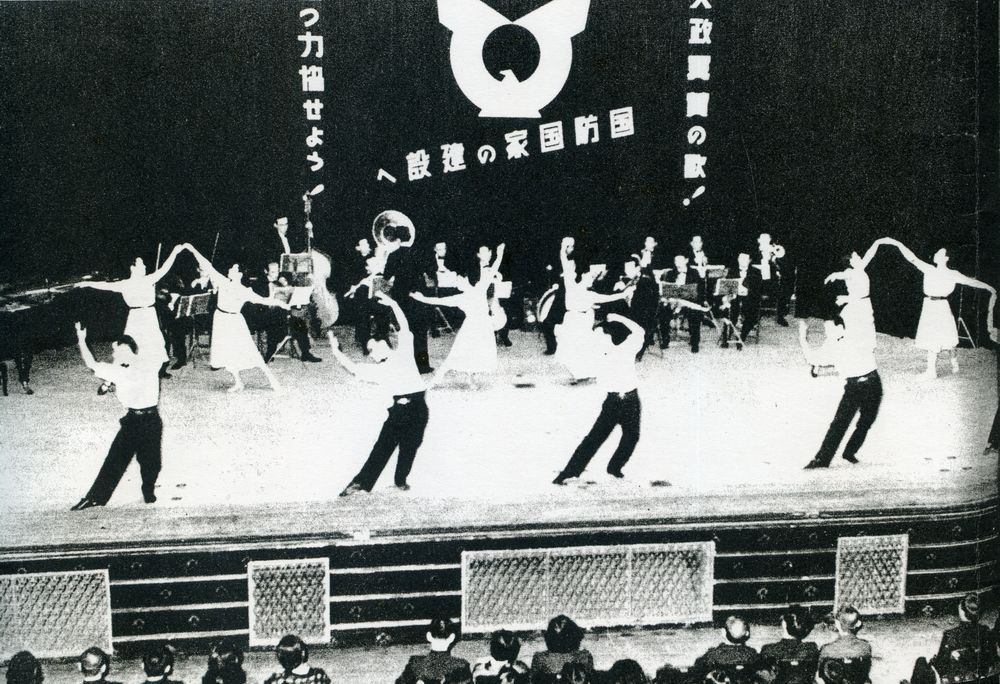
Celebraciones por la fundación del Taisei Yokusankai.

Asociados con los esfuerzos del gobierno por crear una sociedad estatista estuvieron la creación de los Tonarigumi (comités de residentes), y el énfasis en el Kokutai no Hongi ("Fundamentos de política nacional de Japón"), representando una visión de la historia japonesa, y su misión de unir a Oriente y Occidente bajo la teoría de Hakkō ichiu en las escuelas como textos oficiales. El texto académico oficial era otro libro, Shinmin no Michi (El camino del súbdito), la "Biblia moral nacional", que presentaba un efectivo catecismo sobre tópicos nacionales, de religión, culturales, sociales e ideológicos.

## Japón y el Eje
Japón se retiró de la Sociedad de las Naciones en 1933, acercándose más a la Alemania Nazi, la cual también se retiró ese año, y a la Italia fascista, que estaba insatisfecha con la organización. Durante los años ’30 Japón se distanció aún más de Europa Occidental y Norteamérica. Las películas estadounidenses y francesas fueron crecientemente censuradas, y en 1937 Japón congeló todos los activos estadounidenses dentro de su Imperio.
En 1940, los tres países formaron las Potencias del Eje, y estrecharon lazos. Japón importó películas de propaganda nazi como Ohm Krüger (1941), promocionándolas como narrativas que mostraban el sufrimiento causado por el imperialismo Occidental. Sin embargo, la propaganda de Ohm Krüger fue considerada demasiado torpe por la mayoría de los críticos, y un intento de una producción conjunta nazi-japonesa, La hija del samurái (1937), fue condenado como perturbadoramente racista y desconsiderada de las complejidades de la vida japonesa.

## El fin del estatismo japonés
El estatismo japonés resultó desacreditado y destruido por el flagrante fracaso de las fuerzas armadas japonesas en la Segunda Guerra Mundial. Después de la rendición de Japón, Japón fue puesto bajo ocupación aliada. Algunos de sus antiguos líderes militares fueron juzgados por crímenes de guerra ante el Tribunal de Tokio, el sistema educativo del gobierno fue revisado, y los principios de la democracia liberal escritos en la Constitución de Japón de posguerra como uno de sus principales temas.
El colapso de las ideologías estatistas en 1945–46 tuvo su paralelo en la formalización de las relaciones entre la religión sintoísmo y el Estado japonés, incluyendo la terminación del estatus del sintoísmo como religión de Estado. En agosto de 1945, el término sintoísmo de estado (Kokka Shintō) fue inventado para referirse a algunos aspectos del estatismo. El 1° de enero de 1946, el Emperador Shōwa emitió un decreto imperial, a veces referido como la Ningen sengen ("Declaración de humanidad") en la cual citaba el Juramento de las Cinco Cartas (Gokajō no Goseimon) de su abuelo, el Emperador Meiji y renunciaba oficialmente a “la falsa concepción de que el Emperador es una divinidad”. Sin embargo, la manera en que la declaración estaba escrita, en el idioma de la corte de la familia imperial, un dialecto japonés arcaico conocido como Kyūteigo, y el contenido de esta declaración ha sido objeto de mucho debate. Por ejemplo, la renunciación no incluía la palabra usualmente usada para adjudicar la divinidad del Emperador: arahitogami ("Dios viviente"). En su lugar, utilizaba la inusual palabra akitsumikami, la cual fue oficialmente traducida como “divinidad”, pero más literalmente significaba “manifestación/encarnación de un kami” (“dios o espíritu”). Por lo tanto, algunos comentaristas como John W. Dower y Herbert P. Bix han argumentado que Hirohito no negó específicamente ser un “Dios viviente” (“arahitogami”).